# Copa Argentina 2017-18
La Copa Argentina 2017-18 (llamada Copa «Total» Argentina 2018 por motivos de patrocinio) fue la novena edición de la competición, organizada por la Asociación del Fútbol Argentino y la séptima de su nueva etapa.
Consta de dos fases preliminares y la fase final. Durante la primera parte de la temporada 2017-18 se produjo la clasificación de los equipos de la fase preliminar metropolitana, que se realizó dentro de sus respectivos campeonatos. Por su parte, la fase preliminar regional se dividió en dos etapas, la primera dentro de los torneos y la segunda por eliminación. La competencia contó, en su fase final, con la participación de 64 equipos: los 28 que disputaron el Campeonato de Primera División 2017-18; los 12 equipos que tuvieron los mejores promedios de la tabla parcial cumplida la 13.ª fecha del Campeonato de Primera B Nacional 2017-18, los 5 equipos que ocuparon los primeros puestos de la tabla parcial de la primera rueda del Campeonato de Primera B 2017-18, los 4 equipos que ocuparon los primeros puestos de la tabla parcial de la primera rueda del Campeonato de Primera C 2017-18 y los 3 equipos que ocuparon los primeros puestos de la tabla parcial de la primera rueda del Campeonato de Primera D 2017-18; y 12 por la zona regional, que salieron de la eliminación directa de 32 equipos provenientes del Torneo Federal A 2017-18 y 16 del Torneo Federal B 2017,  clasificados en sus respectivos certámenes.
El campeón fue el Club Atlético Rosario Central, que derrotó en los penales por 4-1 a Gimnasia y Esgrima La Plata, tras empatar 1-1. Logró así su primer título en el torneo y la sexta copa nacional en su historia, luego de perder tres finales consecutivas entre 2014 y 2016. Con este logro, clasificó a la Copa Libertadores 2019 y disputó la Supercopa Argentina 2018.

## Equipos participantes
Nota: En negrita, el equipo campeón

### Primera División
| Argentinos Juniors | Arsenal          | Atlético Tucumán        | Banfield          |
| Belgrano           | Boca Juniors     | Chacarita Juniors       | Colón             |
| Defensa y Justicia | Estudiantes (LP) | Gimnasia y Esgrima (LP) | Godoy Cruz        |
| Huracán            | Independiente    | Lanús                   | Newell's Old Boys |
| Olimpo             | Patronato        | Racing Club             | River Plate       |
| Rosario Central    | San Lorenzo      | San Martín (SJ)         | Talleres (C)      |
| Temperley          | Tigre            | Unión                   | Vélez Sarsfield   |

### Segunda categoría

#### B Nacional
| Agropecuario       | Aldosivi        | Almagro                | Atlético de Rafaela |
| Brown de Adrogué   | Deportivo Morón | Gimnasia y Esgrima (J) | Guillermo Brown     |
| Juventud Unida (G) | Mitre (SdE)     | San Martín (T)         | Villa Dálmine       |

### Tercera categoría

#### Primera B
| Defensores de Belgrano | Estudiantes (BA) | Platense | Tristán Suárez |
| UAI Urquiza            |                  |          |                |

#### Torneo Federal A
| Altos Hornos Zapla           | Alvarado                | Central Córdoba (SdE)       | Chaco For Ever                |
| Cipolletti                   | Crucero del Norte       | Defensores de Belgrano (VR) | Defensores de Pronunciamiento |
| Deportivo Maipú              | Deportivo Roca          | Desamparados                | Douglas Haig                  |
| Estudiantes (RC)             | Ferro Carril Oeste (GP) | Gimnasia y Esgrima (CdU)    | Gimnasia y Esgrima (M)        |
| Gimnasia y Tiro (S)          | Huracán Las Heras       | Independiente (N)           | Juventud Antoniana            |
| Juventud Unida Universitario | Rivadavia (L)           | San Lorenzo de Alem         | San Jorge (T)                 |
| Sansinena                    | Sarmiento (R)           | Sportivo Belgrano           | Sportivo Las Parejas          |
| Sportivo Patria              | Unión (S)               | Unión (VK)                  | Villa Mitre                   |

### Cuarta categoría

#### Primera C
| Central Córdoba (R) | Defensores Unidos | Luján | Midland |

#### Torneo Federal B
| Deportivo Camioneros | Atlético Pellegrini  | Central Norte (S) | Deportivo Achirense  |
| Deportivo Rincón     | Ferro Carril Sud (O) | Huracán (SR)      | Independiente (C)    |
| Racing (C)           | Racing (O)           | San Jorge (SF)    | San Martín (F)       |
| Sarmiento (L)        | Sol de América (F)   | Sol de Mayo (V)   | Sportivo Peñarol (C) |

### Quinta categoría

#### Primera D
| Central Ballester | General Lamadrid | Victoriano Arenas |  |

### Distribución geográfica de los equipos
Listado de participantes según la región a la que pertenecen.
| Región                           | Equipos |
| -------------------------------- | ------- |
| Provincia de Buenos Aires        | 37      |
| Provincia de Santa Fe            | 8       |
| Ciudad de Buenos Aires           | 7       |
| Provincia de Córdoba             | 6       |
| Provincia de Entre Ríos          | 5       |
| Provincia de Mendoza             | 5       |
| Provincia de Salta               | 4       |
| Provincia de San Juan            | 4       |
| Provincia de Formosa             | 3       |
| Provincia de Río Negro           | 3       |
| Provincia de Tucumán             | 3       |
| Provincia del Chaco              | 2       |
| Provincia de Jujuy               | 2       |
| Provincia del Neuquén            | 2       |
| Provincia de Santiago del Estero | 2       |
| Provincia de Catamarca           | 1       |
| Provincia del Chubut             | 1       |
| Provincia de La Pampa            | 1       |
| Provincia de Misiones            | 1       |
| Provincia de San Luis            | 1       |
| Total                            | 100     |

## Fase preliminar metropolitana
Fue organizada directamente por la AFA.
Con la participación de la totalidad de los equipos de cada categoría, se establecieron los clasificados a la fase final por cada una de ellas, según el resultado de su participación en la primera mitad de los torneos de la temporada 2017-18, con un total de 24 equipos: 
- Los 12 primeros primeros promedios de la tabla de posiciones parcial cumplidas las primeras 13 fechas del Campeonato de Primera B Nacional 2017-18.
- Los 5 primeros de la tabla de posiciones de la primera rueda del Campeonato de Primera B 2017-18.
- Los 4 primeros de la tabla de posiciones de la primera rueda del Campeonato de Primera C 2017-18.
- Los 3 primeros de la tabla de posiciones de la primera rueda del Campeonato de Primera D 2017-18.

## Fase preliminar regional
Es organizada por el Consejo Federal, órgano interno de la AFA.
En la fase eliminatoria participan un total de 48 equipos, que clasificaron en sus respectivos torneos, divididos en 2 grupos. Compiten entre sí para determinar los 12 clasificados a la Fase final:
- Grupo A: Los 8 equipos mejor ubicados en cada una de las 4 zonas en Primera fase del Torneo Federal A 2017-18, jugada en el segundo semestre del año 2017.
- Grupo B: Los 16 equipos que participaron de la Tercera fase final del Torneo Federal B 2017.

### Grupo A

#### Primera fase
| Fecha       | Estadio                              | Local en la ida               |   | Global        |   | Local en la vuelta          |
| ----------- | ------------------------------------ | ----------------------------- | - | ------------- | - | --------------------------- |
| 19 de enero | Monumental José Fierro               | San Jorge (T)                 | 1 | 3 - 0         | 0 | Altos Hornos Zapla          |
| 23 de enero | Emilio Fabrizzi                      | San Jorge (T)                 | 2 | 3 - 0         | 0 | Altos Hornos Zapla          |
| 19 de enero | 12 de octubre                        | Unión (VK)                    | 2 | 4 - 2         | 0 | Desamparados                |
| 23 de enero | El Serpentario                       | Unión (VK)                    | 2 | 4 - 2         | 2 | Desamparados                |
| 19 de enero | Luis Molina                          | Sansinena                     | 4 | 4 - 0         | 0 | Villa Mitre                 |
| 23 de enero | El Fortín                            | Sansinena                     | 0 | 4 - 0         | 0 | Villa Mitre                 |
| 19 de enero | Mario Sebastián Diez                 | Juventud Unida Universitario  | 0 | 1 - 5         | 2 | Gimnasia y Esgrima (M)      |
| 23 de enero | Víctor Antonio Legrotaglie           | Juventud Unida Universitario  | 1 | 1 - 5         | 3 | Gimnasia y Esgrima (M)      |
| 19 de enero | Fortaleza del Lobo                   | Sportivo Las Parejas          | 1 | 1 - 5         | 4 | Unión (S)                   |
| 23 de enero | Fortaleza del Bicho                  | Sportivo Las Parejas          | 0 | 1 - 5         | 1 | Unión (S)                   |
| 19 de enero | Miguel Morales                       | Douglas Haig (v)              | 0 | 1 - 1         | 0 | Defensores de Belgrano (VR) |
| 23 de enero | Salomón Boeseldín                    | Douglas Haig (v)              | 1 | 1 - 1         | 1 | Defensores de Belgrano (VR) |
| 19 de enero | Delio Cardozo                        | Defensores de Pronunciamiento | 1 | 4 - 2         | 2 | Gimnasia y Esgrima (CdU)    |
| 23 de enero | Manuel y Ramón Núñez                 | Defensores de Pronunciamiento | 3 | 4 - 2         | 0 | Gimnasia y Esgrima (CdU)    |
| 19 de enero | Oscar C. Boero                       | Sportivo Belgrano             | 2 | 2 - 1         | 1 | Estudiantes (RC)            |
| 23 de enero | Ciudad de Río Cuarto Antonio Candini | Sportivo Belgrano             | 0 | 2 - 1         | 0 | Estudiantes (RC)            |
| 19 de enero | Malvinas Argentinas                  | San Lorenzo de Alem           | 0 | 1 - 4         | 1 | Central Córdoba (SdE)       |
| 23 de enero | Alfredo Terrera                      | San Lorenzo de Alem           | 1 | 1 - 4         | 3 | Central Córdoba (SdE)       |
| 19 de enero | El Coliseo                           | Rivadavia (L)                 | 1 | 1 - 2         | 0 | Alvarado                    |
| 23 de enero | José María Minella                   | Rivadavia (L)                 | 0 | 1 - 2         | 2 | Alvarado                    |
| 19 de enero | La Nueva Caldera                     | Independiente (N) (p)         | 1 | (4) 1 - 1 (2) | 0 | Ferro Carril Oeste (GP)     |
| 23 de enero | El Coloso del Barrio Talleres        | Independiente (N) (p)         | 0 | (4) 1 - 1 (2) | 1 | Ferro Carril Oeste (GP)     |
| 19 de enero | La Visera de Cemento                 | Cipolletti (p)                | 1 | (4) 1 - 1 (3) | 0 | Deportivo Roca              |
| 23 de enero | Luis Maiolino                        | Cipolletti (p)                | 0 | (4) 1 - 1 (3) | 1 | Deportivo Roca              |
| 20 de enero | Antonio Romero                       | Sportivo Patria               | 2 | 2 - 5         | 2 | Crucero del Norte           |
| 23 de enero | Comandante Andrés Guacurarí          | Sportivo Patria               | 0 | 2 - 5         | 3 | Crucero del Norte           |
| 20 de enero | General San Martín                   | Huracán Las Heras             | 0 | 0 - 2         | 0 | Deportivo Maipú             |
| 23 de enero | Omar Higinio Sperdutti               | Huracán Las Heras             | 0 | 0 - 2         | 2 | Deportivo Maipú             |
| 20 de enero | Juan Alberto García                  | Chaco For Ever                | 1 | 1 - 2         | 1 | Sarmiento (R)               |
| 23 de enero | Centenario                           | Chaco For Ever                | 0 | 1 - 2         | 1 | Sarmiento (R)               |
| 21 de enero | Fray Honorato Pistoia                | Juventud Antoniana            | 0 | 2 - 0         | 0 | Gimnasia y Tiro (S)         |
| 24 de enero | El Gigante del Norte                 | Juventud Antoniana            | 2 | 2 - 0         | 0 | Gimnasia y Tiro (S)         |

| 1. 2. |

#### Segunda fase
| Fecha         | Estadio                     | Local en la ida               |   | Global |   | Local en la vuelta     |
| ------------- | --------------------------- | ----------------------------- | - | ------ | - | ---------------------- |
| 27 de enero   | La Nueva Caldera            | Independiente (N)             | 0 | 0 - 6  | 5 | Cipolletti             |
| 30 de enero   | La Visera de Cemento        | Independiente (N)             | 0 | 0 - 6  | 1 | Cipolletti             |
| 27 de enero   | Luis Molina                 | Sansinena                     | 0 | 0 - 1  | 0 | Alvarado               |
| 30 de enero   | José María Minella          | Sansinena                     | 0 | 0 - 1  | 1 | Alvarado               |
| 27 de enero   | Delio Cardozo               | Defensores de Pronunciamiento | 1 | 2 - 4  | 2 | Douglas Haig           |
| 30 de enero   | Miguel Morales              | Defensores de Pronunciamiento | 1 | 2 - 4  | 2 | Douglas Haig           |
| 27 de enero   | 12 de octubre               | Unión (VK)                    | 0 | 2 - 3  | 2 | Central Córdoba (SdE)  |
| 6 de febrero  | Alfredo Terrera             | Unión (VK)                    | 2 | 2 - 3  | 1 | Central Córdoba (SdE)  |
| 27 de enero   | Comandante Andrés Guacurarí | Crucero del Norte             | 2 | 2 - 3  | 2 | Sarmiento (R)          |
| 7 de febrero  | Centenario                  | Crucero del Norte             | 0 | 2 - 3  | 1 | Sarmiento (R)          |
| 27 de enero   | Fortaleza del Bicho         | Unión (S)                     | 1 | 1 - 2  | 0 | Sportivo Belgrano      |
| 13 de febrero | Oscar C. Boero              | Unión (S)                     | 0 | 1 - 2  | 2 | Sportivo Belgrano      |
| 28 de enero   | Ángel Pascual Sáez          | San Jorge (T)                 | 2 | 3 - 5  | 3 | Juventud Antoniana     |
| 6 de febrero  | Fray Honorato Pistoia       | San Jorge (T)                 | 1 | 3 - 5  | 2 | Juventud Antoniana     |
| 28 de enero   | Omar Higinio Sperdutti      | Deportivo Maipú (v)           | 1 | 3 - 3  | 0 | Gimnasia y Esgrima (M) |
| 21 de febrero | Víctor Antonio Legrotaglie  | Deportivo Maipú (v)           | 2 | 3 - 3  | 3 | Gimnasia y Esgrima (M) |

| 1. 2. |

### Grupo B

#### Primera fase
| Fecha        | Estadio                   | Local en la ida        |   | Global        |   | Local en la vuelta   |
| ------------ | ------------------------- | ---------------------- | - | ------------- | - | -------------------- |
| 26 de enero  | Julio Cáseres             | Atlético Pellegrini    | 0 | 0 - 4         | 2 | Central Norte (S)    |
| 3 de febrero | Dr. Luis Güemes           | Atlético Pellegrini    | 0 | 0 - 4         | 2 | Central Norte (S)    |
| 26 de enero  | José Buglione Martinese   | Racing (O)             | 0 | 0 - 4         | 1 | Ferro Carril Sud (O) |
| 5 de febrero | Domingo F. Colasurdo      | Racing (O)             | 0 | 0 - 4         | 3 | Ferro Carril Sud (O) |
| 28 de enero  | La Calderita              | Sarmiento (L)          | 2 | 4 - 4         | 4 | Racing (C) (v)       |
| 2 de febrero | Miguel Sancho             | Sarmiento (L)          | 2 | 4 - 4         | 0 | Racing (C) (v)       |
| 28 de enero  | Ramón Pablo Rojas         | Sportivo Peñarol (C)   | 4 | 6 - 3         | 1 | Huracán (SR)         |
| 3 de febrero | Hermanos Pretel           | Sportivo Peñarol (C)   | 2 | 6 - 3         | 2 | Huracán (SR)         |
| 28 de enero  | Guillermo Bonnín          | Deportivo Achirense    | 2 | 2 - 3         | 3 | San Jorge (SF)       |
| 4 de febrero | Parque 23 de Junio        | Deportivo Achirense    | 0 | 2 - 3         | 0 | San Jorge (SF)       |
| 28 de enero  | Sol de América            | Sol de América (F) (p) | 1 | (5) 2 - 2 (4) | 1 | San Martín (F)       |
| 4 de febrero | Antonio Romero            | Sol de América (F) (p) | 1 | (5) 2 - 2 (4) | 1 | San Martín (F)       |
| 28 de enero  | Camping de los Petroleros | Deportivo Rincón       | 5 | 5 - 3         | 1 | Sol de Mayo (V)      |
| 4 de febrero | Sol de Mayo               | Deportivo Rincón       | 0 | 5 - 3         | 2 | Sol de Mayo (V)      |
| 10 de marzo  | Raúl Orlando Lungarzo     | Independiente (C)      | 2 | 2 - 0         | 0 | Deportivo Camioneros |
| 17 de marzo  | Hugo Moyano               | Independiente (C)      | 0 | 2 - 0         | 0 | Deportivo Camioneros |

| 1. |

#### Segunda fase
| Fecha         | Estadio                   | Local en la ida      |   | Global        |   | Local en la vuelta    |
| ------------- | ------------------------- | -------------------- | - | ------------- | - | --------------------- |
| 10 de febrero | Sol de América            | Sol de América (F)   | 2 | (3) 4 - 4 (4) | 2 | Central Norte (S) (p) |
| 16 de febrero | Dr. Luis Güemes           | Sol de América (F)   | 2 | (3) 4 - 4 (4) | 2 | Central Norte (S) (p) |
| 11 de febrero | Ramón Pablo Rojas         | Sportivo Peñarol (C) | 2 | 2 - 4         | 1 | Racing (C)            |
| 18 de febrero | Miguel Sancho             | Sportivo Peñarol (C) | 0 | 2 - 4         | 3 | Racing (C)            |
| 17 de febrero | Camping de los Petroleros | Deportivo Rincón     | 4 | 5 - 1         | 0 | Ferro Carril Sud (O)  |
| 21 de febrero | Domingo F. Colasurdo      | Deportivo Rincón     | 1 | 5 - 1         | 1 | Ferro Carril Sud (O)  |
| 24 de marzo   | Raúl Orlando Lungarzo     | Independiente (C)    | 2 | 3 - 1         | 1 | San Jorge (SF)        |
| 31 de marzo   | Parque 23 de Junio        | Independiente (C)    | 1 | 3 - 1         | 0 | San Jorge (SF)        |

## Fase final
El cuadro principal lo protagonizaron los doce clasificados de la fase preliminar regional, los veinticuatro de la fase preliminar metropolitana y los veintiocho equipos que disputaron el Campeonato de Primera División 2017-18. El sorteo se llevó a cabo el martes 6 de marzo en el Complejo Habitacional de Ezeiza Julio Humberto Grondona de la AFA.

### Cuadro de desarrollo
|  | Treintaidosavos de final                       | Treintaidosavos de final                | Treintaidosavos de final    |       |                                                | Dieciseisavos de final  | Dieciseisavos de final | Dieciseisavos de final |  |                                                | Octavos de final      | Octavos de final | Octavos de final |  |                                                | Cuartos de final      | Cuartos de final | Cuartos de final |  |                                         | Semifinales                          | Semifinales         | Semifinales |  |  | Final                                   | Final                   | Final |
|  |                                                |                                         |                             |       |                                                |                         |                        |                        |  |                                                |                       |                  |                  |  |                                                |                       |                  |                  |  |                                         |                                      |                     |             |  |  |                                         |                         |       |
|  | Bandera de la Provincia de Buenos Aires        | Estudiantes (LP)                        | 4                           |       |                                                |                         |                        |                        |  |                                                |                       |                  |                  |  |                                                |                       |                  |                  |  |                                         |                                      |                     |             |  |  |                                         |                         |       |
|  | Bandera de la Provincia de Santa Fe            | Central Córdoba (R)                     | 0                           |       |                                                |                         |                        |                        |  |                                                |                       |                  |                  |  |                                                |                       |                  |                  |  |                                         |                                      |                     |             |  |  |                                         |                         |       |
|  | Bandera de la Provincia de Santa Fe            | Central Córdoba (R)                     | 0                           |       | Bandera de la Provincia de Buenos Aires        | Estudiantes (LP) (p)    | 0 (4)                  |                        |  |                                                |                       |                  |                  |  |                                                |                       |                  |                  |  |                                         |                                      |                     |             |  |  |                                         |                         |       |
|  |                                                |                                         |                             |       | Bandera de la Provincia de Buenos Aires        | Estudiantes (LP) (p)    | 0 (4)                  |                        |  |                                                |                       |                  |                  |  |                                                |                       |                  |                  |  |                                         |                                      |                     |             |  |  |                                         |                         |       |
|  |                                                | Bandera de la Provincia de Buenos Aires | Luján                       | 0 (1) |                                                |                         |                        |                        |  |                                                |                       |                  |                  |  |                                                |                       |                  |                  |  |                                         |                                      |                     |             |  |  |                                         |                         |       |
|  | Bandera de la Provincia de Buenos Aires        | Bandera de la Provincia de Buenos Aires | Luján                       | 0 (1) | Agropecuario                                   | 0                       |                        |                        |  |                                                |                       |                  |                  |  |                                                |                       |                  |                  |  |                                         |                                      |                     |             |  |  |                                         |                         |       |
|  | Bandera de la Provincia de Buenos Aires        |                                         |                             |       | Agropecuario                                   | 0                       |                        |                        |  |                                                |                       |                  |                  |  |                                                |                       |                  |                  |  |                                         |                                      |                     |             |  |  |                                         |                         |       |
|  | Bandera de la Provincia de Buenos Aires        | Luján                                   | 1                           |       |                                                |                         |                        |                        |  |                                                |                       |                  |                  |  |                                                |                       |                  |                  |  |                                         |                                      |                     |             |  |  |                                         |                         |       |
|  | Bandera de la Provincia de Buenos Aires        | Luján                                   | 1                           |       |                                                |                         |                        |                        |  | Bandera de la Provincia de Buenos Aires        | Estudiantes (LP)      | 1                |                  |  |                                                |                       |                  |                  |  |                                         |                                      |                     |             |  |  |                                         |                         |       |
|  |                                                |                                         |                             |       |                                                |                         |                        |                        |  | Bandera de la Provincia de Buenos Aires        | Estudiantes (LP)      | 1                |                  |  |                                                |                       |                  |                  |  |                                         |                                      |                     |             |  |  |                                         |                         |       |
|  |                                                | Bandera de la Ciudad de Buenos Aires    | San Lorenzo                 | 3     |                                                |                         |                        |                        |  |                                                |                       |                  |                  |  |                                                |                       |                  |                  |  |                                         |                                      |                     |             |  |  |                                         |                         |       |
|  | Bandera de la Ciudad de Buenos Aires           | Bandera de la Ciudad de Buenos Aires    | San Lorenzo                 | 3     | San Lorenzo                                    | 1                       |                        |                        |  |                                                |                       |                  |                  |  |                                                |                       |                  |                  |  |                                         |                                      |                     |             |  |  |                                         |                         |       |
|  | Bandera de la Ciudad de Buenos Aires           |                                         |                             |       | San Lorenzo                                    | 1                       |                        |                        |  |                                                |                       |                  |                  |  |                                                |                       |                  |                  |  |                                         |                                      |                     |             |  |  |                                         |                         |       |
|  | Bandera de la Provincia de Córdoba             | Racing (C)                              | 0                           |       |                                                |                         |                        |                        |  |                                                |                       |                  |                  |  |                                                |                       |                  |                  |  |                                         |                                      |                     |             |  |  |                                         |                         |       |
|  | Bandera de la Provincia de Córdoba             | Racing (C)                              | 0                           |       | Bandera de la Ciudad de Buenos Aires           | San Lorenzo (p)         | 2 (3)                  |                        |  |                                                |                       |                  |                  |  |                                                |                       |                  |                  |  |                                         |                                      |                     |             |  |  |                                         |                         |       |
|  |                                                |                                         |                             |       | Bandera de la Ciudad de Buenos Aires           | San Lorenzo (p)         | 2 (3)                  |                        |  |                                                |                       |                  |                  |  |                                                |                       |                  |                  |  |                                         |                                      |                     |             |  |  |                                         |                         |       |
|  |                                                | Bandera de la Provincia de Santa Fe     | Colón                       | 2 (1) |                                                |                         |                        |                        |  |                                                |                       |                  |                  |  |                                                |                       |                  |                  |  |                                         |                                      |                     |             |  |  |                                         |                         |       |
|  | Bandera de la Provincia de Santa Fe            | Bandera de la Provincia de Santa Fe     | Colón                       | 2 (1) | Colón (p)                                      | 1 (4)                   |                        |                        |  |                                                |                       |                  |                  |  |                                                |                       |                  |                  |  |                                         |                                      |                     |             |  |  |                                         |                         |       |
|  | Bandera de la Provincia de Santa Fe            |                                         |                             |       | Colón (p)                                      | 1 (4)                   |                        |                        |  |                                                |                       |                  |                  |  |                                                |                       |                  |                  |  |                                         |                                      |                     |             |  |  |                                         |                         |       |
|  | Bandera de la Provincia de Buenos Aires        | Deportivo Morón                         | 1 (3)                       |       |                                                |                         |                        |                        |  |                                                |                       |                  |                  |  |                                                |                       |                  |                  |  |                                         |                                      |                     |             |  |  |                                         |                         |       |
|  | Bandera de la Provincia de Buenos Aires        | Deportivo Morón                         | 1 (3)                       |       |                                                |                         |                        |                        |  |                                                |                       |                  |                  |  | Bandera de la Ciudad de Buenos Aires           | San Lorenzo           | 1 (1)            |                  |  |                                         |                                      |                     |             |  |  |                                         |                         |       |
|  |                                                |                                         |                             |       |                                                |                         |                        |                        |  |                                                |                       |                  |                  |  | Bandera de la Ciudad de Buenos Aires           | San Lorenzo           | 1 (1)            |                  |  |                                         |                                      |                     |             |  |  |                                         |                         |       |
|  |                                                | Bandera de la Provincia de Buenos Aires | Temperley (p)               | 1 (4) |                                                |                         |                        |                        |  |                                                |                       |                  |                  |  |                                                |                       |                  |                  |  |                                         |                                      |                     |             |  |  |                                         |                         |       |
|  | Bandera de la Provincia de Buenos Aires        | Bandera de la Provincia de Buenos Aires | Temperley (p)               | 1 (4) | Chacarita Juniors                              | 0                       |                        |                        |  |                                                |                       |                  |                  |  |                                                |                       |                  |                  |  |                                         |                                      |                     |             |  |  |                                         |                         |       |
|  | Bandera de la Provincia de Buenos Aires        |                                         |                             |       | Chacarita Juniors                              | 0                       |                        |                        |  |                                                |                       |                  |                  |  |                                                |                       |                  |                  |  |                                         |                                      |                     |             |  |  |                                         |                         |       |
|  | Bandera de la Provincia de Mendoza             | Deportivo Maipú                         | 3                           |       |                                                |                         |                        |                        |  |                                                |                       |                  |                  |  |                                                |                       |                  |                  |  |                                         |                                      |                     |             |  |  |                                         |                         |       |
|  | Bandera de la Provincia de Mendoza             | Deportivo Maipú                         | 3                           |       | Bandera de la Provincia de Mendoza             | Deportivo Maipú         | 0                      |                        |  |                                                |                       |                  |                  |  |                                                |                       |                  |                  |  |                                         |                                      |                     |             |  |  |                                         |                         |       |
|  |                                                |                                         |                             |       | Bandera de la Provincia de Mendoza             | Deportivo Maipú         | 0                      |                        |  |                                                |                       |                  |                  |  |                                                |                       |                  |                  |  |                                         |                                      |                     |             |  |  |                                         |                         |       |
|  |                                                | Bandera de la Provincia de Buenos Aires | Temperley                   | 4     |                                                |                         |                        |                        |  |                                                |                       |                  |                  |  |                                                |                       |                  |                  |  |                                         |                                      |                     |             |  |  |                                         |                         |       |
|  | Bandera de la Provincia de Buenos Aires        | Bandera de la Provincia de Buenos Aires | Temperley                   | 4     | Temperley                                      | 1                       |                        |                        |  |                                                |                       |                  |                  |  |                                                |                       |                  |                  |  |                                         |                                      |                     |             |  |  |                                         |                         |       |
|  | Bandera de la Provincia de Buenos Aires        |                                         |                             |       | Temperley                                      | 1                       |                        |                        |  |                                                |                       |                  |                  |  |                                                |                       |                  |                  |  |                                         |                                      |                     |             |  |  |                                         |                         |       |
|  | Bandera de la Provincia de Buenos Aires        | Estudiantes (BA)                        | 0                           |       |                                                |                         |                        |                        |  |                                                |                       |                  |                  |  |                                                |                       |                  |                  |  |                                         |                                      |                     |             |  |  |                                         |                         |       |
|  | Bandera de la Provincia de Buenos Aires        | Estudiantes (BA)                        | 0                           |       |                                                |                         |                        |                        |  | Bandera de la Provincia de Buenos Aires        | Temperley             | 2                |                  |  |                                                |                       |                  |                  |  |                                         |                                      |                     |             |  |  |                                         |                         |       |
|  |                                                |                                         |                             |       |                                                |                         |                        |                        |  | Bandera de la Provincia de Buenos Aires        | Temperley             | 2                |                  |  |                                                |                       |                  |                  |  |                                         |                                      |                     |             |  |  |                                         |                         |       |
|  |                                                | Bandera de la Ciudad de Buenos Aires    | Argentinos Juniors          | 0     |                                                |                         |                        |                        |  |                                                |                       |                  |                  |  |                                                |                       |                  |                  |  |                                         |                                      |                     |             |  |  |                                         |                         |       |
|  | Bandera de la Ciudad de Buenos Aires           | Bandera de la Ciudad de Buenos Aires    | Argentinos Juniors          | 0     | Argentinos Juniors                             | 2                       |                        |                        |  |                                                |                       |                  |                  |  |                                                |                       |                  |                  |  |                                         |                                      |                     |             |  |  |                                         |                         |       |
|  | Bandera de la Ciudad de Buenos Aires           |                                         |                             |       | Argentinos Juniors                             | 2                       |                        |                        |  |                                                |                       |                  |                  |  |                                                |                       |                  |                  |  |                                         |                                      |                     |             |  |  |                                         |                         |       |
|  | Bandera de la Provincia de Buenos Aires        | Independiente (C)                       | 1                           |       |                                                |                         |                        |                        |  |                                                |                       |                  |                  |  |                                                |                       |                  |                  |  |                                         |                                      |                     |             |  |  |                                         |                         |       |
|  | Bandera de la Provincia de Buenos Aires        | Independiente (C)                       | 1                           |       | Bandera de la Ciudad de Buenos Aires           | Argentinos Juniors (p)  | 0 (4)                  |                        |  |                                                |                       |                  |                  |  |                                                |                       |                  |                  |  |                                         |                                      |                     |             |  |  |                                         |                         |       |
|  |                                                |                                         |                             |       | Bandera de la Ciudad de Buenos Aires           | Argentinos Juniors (p)  | 0 (4)                  |                        |  |                                                |                       |                  |                  |  |                                                |                       |                  |                  |  |                                         |                                      |                     |             |  |  |                                         |                         |       |
|  |                                                | Bandera de la Provincia de Buenos Aires | Defensa y Justicia          | 0 (3) |                                                |                         |                        |                        |  |                                                |                       |                  |                  |  |                                                |                       |                  |                  |  |                                         |                                      |                     |             |  |  |                                         |                         |       |
|  | Bandera de la Provincia de Buenos Aires        | Bandera de la Provincia de Buenos Aires | Defensa y Justicia          | 0 (3) | Defensa y Justicia                             | 1                       |                        |                        |  |                                                |                       |                  |                  |  |                                                |                       |                  |                  |  |                                         |                                      |                     |             |  |  |                                         |                         |       |
|  | Bandera de la Provincia de Buenos Aires        |                                         |                             |       | Defensa y Justicia                             | 1                       |                        |                        |  |                                                |                       |                  |                  |  |                                                |                       |                  |                  |  |                                         |                                      |                     |             |  |  |                                         |                         |       |
|  | Bandera de la Provincia de Santiago del Estero | Mitre (SdE)                             | 0                           |       |                                                |                         |                        |                        |  |                                                |                       |                  |                  |  |                                                |                       |                  |                  |  |                                         |                                      |                     |             |  |  |                                         |                         |       |
|  | Bandera de la Provincia de Santiago del Estero | Mitre (SdE)                             | 0                           |       |                                                |                         |                        |                        |  |                                                |                       |                  |                  |  |                                                |                       |                  |                  |  | Bandera de la Provincia de Buenos Aires | Temperley                            | 1 (2)               |             |  |  |                                         |                         |       |
|  |                                                |                                         |                             |       |                                                |                         |                        |                        |  |                                                |                       |                  |                  |  |                                                |                       |                  |                  |  | Bandera de la Provincia de Buenos Aires | Temperley                            | 1 (2)               |             |  |  |                                         |                         |       |
|  |                                                |                                         |                             |       |                                                |                         |                        |                        |  |                                                |                       |                  |                  |  |                                                |                       |                  |                  |  |                                         | Bandera de la Provincia de Santa Fe  | Rosario Central (p) | 1 (4)       |  |  |                                         |                         |       |
|  | Bandera de la Provincia de Santa Fe            | Newell's Old Boys                       | 2                           |       |                                                |                         |                        |                        |  |                                                |                       |                  |                  |  |                                                |                       |                  |                  |  |                                         | Bandera de la Provincia de Santa Fe  | Rosario Central (p) | 1 (4)       |  |  |                                         |                         |       |
|  | Bandera de la Provincia de Santa Fe            | Newell's Old Boys                       | 2                           |       |                                                |                         |                        |                        |  |                                                |                       |                  |                  |  |                                                |                       |                  |                  |  |                                         |                                      |                     |             |  |  |                                         |                         |       |
|  | Bandera de la Provincia del Neuquén            | Deportivo Rincón                        | 0                           |       |                                                |                         |                        |                        |  |                                                |                       |                  |                  |  |                                                |                       |                  |                  |  |                                         |                                      |                     |             |  |  |                                         |                         |       |
|  | Bandera de la Provincia del Neuquén            | Deportivo Rincón                        | 0                           |       | Bandera de la Provincia de Santa Fe            | Newell's Old Boys       | 3                      |                        |  |                                                |                       |                  |                  |  |                                                |                       |                  |                  |  |                                         |                                      |                     |             |  |  |                                         |                         |       |
|  |                                                |                                         |                             |       | Bandera de la Provincia de Santa Fe            | Newell's Old Boys       | 3                      |                        |  |                                                |                       |                  |                  |  |                                                |                       |                  |                  |  |                                         |                                      |                     |             |  |  |                                         |                         |       |
|  |                                                | Bandera de la Provincia de Buenos Aires | Defensores Unidos           | 0     |                                                |                         |                        |                        |  |                                                |                       |                  |                  |  |                                                |                       |                  |                  |  |                                         |                                      |                     |             |  |  |                                         |                         |       |
|  | Bandera de la Provincia de Mendoza             | Bandera de la Provincia de Buenos Aires | Defensores Unidos           | 0     | Godoy Cruz                                     | 1 (2)                   |                        |                        |  |                                                |                       |                  |                  |  |                                                |                       |                  |                  |  |                                         |                                      |                     |             |  |  |                                         |                         |       |
|  | Bandera de la Provincia de Mendoza             |                                         |                             |       | Godoy Cruz                                     | 1 (2)                   |                        |                        |  |                                                |                       |                  |                  |  |                                                |                       |                  |                  |  |                                         |                                      |                     |             |  |  |                                         |                         |       |
|  | Bandera de la Provincia de Buenos Aires        | Defensores Unidos (p)                   | 1 (4)                       |       |                                                |                         |                        |                        |  |                                                |                       |                  |                  |  |                                                |                       |                  |                  |  |                                         |                                      |                     |             |  |  |                                         |                         |       |
|  | Bandera de la Provincia de Buenos Aires        | Defensores Unidos (p)                   | 1 (4)                       |       |                                                |                         |                        |                        |  | Bandera de la Provincia de Santa Fe            | Newell's Old Boys (p) | 0 (5)            |                  |  |                                                |                       |                  |                  |  |                                         |                                      |                     |             |  |  |                                         |                         |       |
|  |                                                |                                         |                             |       |                                                |                         |                        |                        |  | Bandera de la Provincia de Santa Fe            | Newell's Old Boys (p) | 0 (5)            |                  |  |                                                |                       |                  |                  |  |                                         |                                      |                     |             |  |  |                                         |                         |       |
|  |                                                | Bandera de la Provincia de Tucumán      | Atlético Tucumán            | 0 (3) |                                                |                         |                        |                        |  |                                                |                       |                  |                  |  |                                                |                       |                  |                  |  |                                         |                                      |                     |             |  |  |                                         |                         |       |
|  | Bandera de la Ciudad de Buenos Aires           | Bandera de la Provincia de Tucumán      | Atlético Tucumán            | 0 (3) | Huracán                                        | 1                       |                        |                        |  |                                                |                       |                  |                  |  |                                                |                       |                  |                  |  |                                         |                                      |                     |             |  |  |                                         |                         |       |
|  | Bandera de la Ciudad de Buenos Aires           |                                         |                             |       | Huracán                                        | 1                       |                        |                        |  |                                                |                       |                  |                  |  |                                                |                       |                  |                  |  |                                         |                                      |                     |             |  |  |                                         |                         |       |
|  | Bandera de la Provincia de Buenos Aires        | Victoriano Arenas                       | 0                           |       |                                                |                         |                        |                        |  |                                                |                       |                  |                  |  |                                                |                       |                  |                  |  |                                         |                                      |                     |             |  |  |                                         |                         |       |
|  | Bandera de la Provincia de Buenos Aires        | Victoriano Arenas                       | 0                           |       | Bandera de la Ciudad de Buenos Aires           | Huracán                 | 0                      |                        |  |                                                |                       |                  |                  |  |                                                |                       |                  |                  |  |                                         |                                      |                     |             |  |  |                                         |                         |       |
|  |                                                |                                         |                             |       | Bandera de la Ciudad de Buenos Aires           | Huracán                 | 0                      |                        |  |                                                |                       |                  |                  |  |                                                |                       |                  |                  |  |                                         |                                      |                     |             |  |  |                                         |                         |       |
|  |                                                | Bandera de la Provincia de Tucumán      | Atlético Tucumán            | 2     |                                                |                         |                        |                        |  |                                                |                       |                  |                  |  |                                                |                       |                  |                  |  |                                         |                                      |                     |             |  |  |                                         |                         |       |
|  | Bandera de la Provincia de Tucumán             | Bandera de la Provincia de Tucumán      | Atlético Tucumán            | 2     | Atlético Tucumán                               | 1                       |                        |                        |  |                                                |                       |                  |                  |  |                                                |                       |                  |                  |  |                                         |                                      |                     |             |  |  |                                         |                         |       |
|  | Bandera de la Provincia de Tucumán             |                                         |                             |       | Atlético Tucumán                               | 1                       |                        |                        |  |                                                |                       |                  |                  |  |                                                |                       |                  |                  |  |                                         |                                      |                     |             |  |  |                                         |                         |       |
|  | Bandera de la Provincia de Buenos Aires        | Tristán Suárez                          | 0                           |       |                                                |                         |                        |                        |  |                                                |                       |                  |                  |  |                                                |                       |                  |                  |  |                                         |                                      |                     |             |  |  |                                         |                         |       |
|  | Bandera de la Provincia de Buenos Aires        | Tristán Suárez                          | 0                           |       |                                                |                         |                        |                        |  |                                                |                       |                  |                  |  | Bandera de la Provincia de Santa Fe            | Newell's Old Boys     | 1                |                  |  |                                         |                                      |                     |             |  |  |                                         |                         |       |
|  |                                                |                                         |                             |       |                                                |                         |                        |                        |  |                                                |                       |                  |                  |  | Bandera de la Provincia de Santa Fe            | Newell's Old Boys     | 1                |                  |  |                                         |                                      |                     |             |  |  |                                         |                         |       |
|  |                                                | Bandera de la Provincia de Santa Fe     | Rosario Central             | 2     |                                                |                         |                        |                        |  |                                                |                       |                  |                  |  |                                                |                       |                  |                  |  |                                         |                                      |                     |             |  |  |                                         |                         |       |
|  | Bandera de la Provincia de Santa Fe            | Bandera de la Provincia de Santa Fe     | Rosario Central             | 2     | Rosario Central                                | 6                       |                        |                        |  |                                                |                       |                  |                  |  |                                                |                       |                  |                  |  |                                         |                                      |                     |             |  |  |                                         |                         |       |
|  | Bandera de la Provincia de Santa Fe            |                                         |                             |       | Rosario Central                                | 6                       |                        |                        |  |                                                |                       |                  |                  |  |                                                |                       |                  |                  |  |                                         |                                      |                     |             |  |  |                                         |                         |       |
|  | Bandera de la Provincia de Salta               | Juventud Antoniana                      | 0                           |       |                                                |                         |                        |                        |  |                                                |                       |                  |                  |  |                                                |                       |                  |                  |  |                                         |                                      |                     |             |  |  |                                         |                         |       |
|  | Bandera de la Provincia de Salta               | Juventud Antoniana                      | 0                           |       | Bandera de la Provincia de Santa Fe            | Rosario Central (p)     | 0 (5)                  |                        |  |                                                |                       |                  |                  |  |                                                |                       |                  |                  |  |                                         |                                      |                     |             |  |  |                                         |                         |       |
|  |                                                |                                         |                             |       | Bandera de la Provincia de Santa Fe            | Rosario Central (p)     | 0 (5)                  |                        |  |                                                |                       |                  |                  |  |                                                |                       |                  |                  |  |                                         |                                      |                     |             |  |  |                                         |                         |       |
|  |                                                | Bandera de la Provincia de Córdoba      | Talleres (C)                | 0 (3) |                                                |                         |                        |                        |  |                                                |                       |                  |                  |  |                                                |                       |                  |                  |  |                                         |                                      |                     |             |  |  |                                         |                         |       |
|  | Bandera de la Provincia de Córdoba             | Bandera de la Provincia de Córdoba      | Talleres (C)                | 0 (3) | Talleres (C) (p)                               | 2 (4)                   |                        |                        |  |                                                |                       |                  |                  |  |                                                |                       |                  |                  |  |                                         |                                      |                     |             |  |  |                                         |                         |       |
|  | Bandera de la Provincia de Córdoba             |                                         |                             |       | Talleres (C) (p)                               | 2 (4)                   |                        |                        |  |                                                |                       |                  |                  |  |                                                |                       |                  |                  |  |                                         |                                      |                     |             |  |  |                                         |                         |       |
|  | Bandera de la Provincia de Buenos Aires        | Midland                                 | 2 (2)                       |       |                                                |                         |                        |                        |  |                                                |                       |                  |                  |  |                                                |                       |                  |                  |  |                                         |                                      |                     |             |  |  |                                         |                         |       |
|  | Bandera de la Provincia de Buenos Aires        | Midland                                 | 2 (2)                       |       |                                                |                         |                        |                        |  | Bandera de la Provincia de Santa Fe            | Rosario Central (p)   | 1 (5)            |                  |  |                                                |                       |                  |                  |  |                                         |                                      |                     |             |  |  |                                         |                         |       |
|  |                                                |                                         |                             |       |                                                |                         |                        |                        |  | Bandera de la Provincia de Santa Fe            | Rosario Central (p)   | 1 (5)            |                  |  |                                                |                       |                  |                  |  |                                         |                                      |                     |             |  |  |                                         |                         |       |
|  |                                                | Bandera de la Provincia de Buenos Aires | Almagro                     | 1 (4) |                                                |                         |                        |                        |  |                                                |                       |                  |                  |  |                                                |                       |                  |                  |  |                                         |                                      |                     |             |  |  |                                         |                         |       |
|  | Bandera de la Provincia de Buenos Aires        | Bandera de la Provincia de Buenos Aires | Almagro                     | 1 (4) | Arsenal                                        | 0 (2)                   |                        |                        |  |                                                |                       |                  |                  |  |                                                |                       |                  |                  |  |                                         |                                      |                     |             |  |  |                                         |                         |       |
|  | Bandera de la Provincia de Buenos Aires        |                                         |                             |       | Arsenal                                        | 0 (2)                   |                        |                        |  |                                                |                       |                  |                  |  |                                                |                       |                  |                  |  |                                         |                                      |                     |             |  |  |                                         |                         |       |
|  | Bandera de la Provincia del Río Negro          | Cipolletti (p)                          | 0 (3)                       |       |                                                |                         |                        |                        |  |                                                |                       |                  |                  |  |                                                |                       |                  |                  |  |                                         |                                      |                     |             |  |  |                                         |                         |       |
|  | Bandera de la Provincia del Río Negro          | Cipolletti (p)                          | 0 (3)                       |       | Bandera de la Provincia del Río Negro          | Cipolletti              | 0                      |                        |  |                                                |                       |                  |                  |  |                                                |                       |                  |                  |  |                                         |                                      |                     |             |  |  |                                         |                         |       |
|  |                                                |                                         |                             |       | Bandera de la Provincia del Río Negro          | Cipolletti              | 0                      |                        |  |                                                |                       |                  |                  |  |                                                |                       |                  |                  |  |                                         |                                      |                     |             |  |  |                                         |                         |       |
|  |                                                | Bandera de la Provincia de Buenos Aires | Almagro                     | 2     |                                                |                         |                        |                        |  |                                                |                       |                  |                  |  |                                                |                       |                  |                  |  |                                         |                                      |                     |             |  |  |                                         |                         |       |
|  | Bandera de la Provincia de Buenos Aires        | Bandera de la Provincia de Buenos Aires | Almagro                     | 2     | Almagro                                        | 1                       |                        |                        |  |                                                |                       |                  |                  |  |                                                |                       |                  |                  |  |                                         |                                      |                     |             |  |  |                                         |                         |       |
|  | Bandera de la Provincia de Buenos Aires        |                                         |                             |       | Almagro                                        | 1                       |                        |                        |  |                                                |                       |                  |                  |  |                                                |                       |                  |                  |  |                                         |                                      |                     |             |  |  |                                         |                         |       |
|  | Bandera de la Provincia de Jujuy               | Gimnasia y Esgrima (J)                  | 0                           |       |                                                |                         |                        |                        |  |                                                |                       |                  |                  |  |                                                |                       |                  |                  |  |                                         |                                      |                     |             |  |  |                                         |                         |       |
|  |                                                |                                         |                             |       |                                                |                         |                        |                        |  |                                                |                       |                  |                  |  |                                                |                       |                  |                  |  |                                         |                                      |                     |             |  |  | Bandera de la Provincia de Santa Fe     | Rosario Central (p)     | 1 (4) |
|  |                                                |                                         |                             |       |                                                |                         |                        |                        |  |                                                |                       |                  |                  |  |                                                |                       |                  |                  |  |                                         |                                      |                     |             |  |  | Bandera de la Provincia de Santa Fe     | Rosario Central (p)     | 1 (4) |
|  |                                                |                                         |                             |       |                                                |                         |                        |                        |  |                                                |                       |                  |                  |  |                                                |                       |                  |                  |  |                                         |                                      |                     |             |  |  | Bandera de la Provincia de Buenos Aires | Gimnasia y Esgrima (LP) | 1 (1) |
|  | Bandera de la Ciudad de Buenos Aires           | Vélez Sarsfield                         | 1 (3)                       |       |                                                |                         |                        |                        |  |                                                |                       |                  |                  |  |                                                |                       |                  |                  |  |                                         |                                      |                     |             |  |  |                                         |                         |       |
|  | Bandera de la Provincia de Santiago del Estero | Central Córdoba (SdE) (p)               | 1 (4)                       |       |                                                |                         |                        |                        |  |                                                |                       |                  |                  |  |                                                |                       |                  |                  |  |                                         |                                      |                     |             |  |  |                                         |                         |       |
|  | Bandera de la Provincia de Santiago del Estero | Central Córdoba (SdE) (p)               | 1 (4)                       |       | Bandera de la Provincia de Santiago del Estero | Central Córdoba (SdE)   | 2                      |                        |  |                                                |                       |                  |                  |  |                                                |                       |                  |                  |  |                                         |                                      |                     |             |  |  |                                         |                         |       |
|  |                                                |                                         |                             |       | Bandera de la Provincia de Santiago del Estero | Central Córdoba (SdE)   | 2                      |                        |  |                                                |                       |                  |                  |  |                                                |                       |                  |                  |  |                                         |                                      |                     |             |  |  |                                         |                         |       |
|  |                                                | Bandera de la Provincia de Buenos Aires | Tigre                       | 0     |                                                |                         |                        |                        |  |                                                |                       |                  |                  |  |                                                |                       |                  |                  |  |                                         |                                      |                     |             |  |  |                                         |                         |       |
|  | Bandera de la Provincia de Buenos Aires        | Bandera de la Provincia de Buenos Aires | Tigre                       | 0     | Tigre                                          | 1                       |                        |                        |  |                                                |                       |                  |                  |  |                                                |                       |                  |                  |  |                                         |                                      |                     |             |  |  |                                         |                         |       |
|  | Bandera de la Provincia de Buenos Aires        |                                         |                             |       | Tigre                                          | 1                       |                        |                        |  |                                                |                       |                  |                  |  |                                                |                       |                  |                  |  |                                         |                                      |                     |             |  |  |                                         |                         |       |
|  | Bandera de la Provincia del Chubut             | Guillermo Brown                         | 0                           |       |                                                |                         |                        |                        |  |                                                |                       |                  |                  |  |                                                |                       |                  |                  |  |                                         |                                      |                     |             |  |  |                                         |                         |       |
|  | Bandera de la Provincia del Chubut             | Guillermo Brown                         | 0                           |       |                                                |                         |                        |                        |  | Bandera de la Provincia de Santiago del Estero | Central Córdoba (SdE) | 1                |                  |  |                                                |                       |                  |                  |  |                                         |                                      |                     |             |  |  |                                         |                         |       |
|  |                                                |                                         |                             |       |                                                |                         |                        |                        |  | Bandera de la Provincia de Santiago del Estero | Central Córdoba (SdE) | 1                |                  |  |                                                |                       |                  |                  |  |                                         |                                      |                     |             |  |  |                                         |                         |       |
|  |                                                | Bandera de la Provincia de Buenos Aires | Brown de Adrogué            | 0     |                                                |                         |                        |                        |  |                                                |                       |                  |                  |  |                                                |                       |                  |                  |  |                                         |                                      |                     |             |  |  |                                         |                         |       |
|  | Bandera de la Provincia de Buenos Aires        | Bandera de la Provincia de Buenos Aires | Brown de Adrogué            | 0     | Independiente                                  | 8                       |                        |                        |  |                                                |                       |                  |                  |  |                                                |                       |                  |                  |  |                                         |                                      |                     |             |  |  |                                         |                         |       |
|  | Bandera de la Provincia de Buenos Aires        |                                         |                             |       | Independiente                                  | 8                       |                        |                        |  |                                                |                       |                  |                  |  |                                                |                       |                  |                  |  |                                         |                                      |                     |             |  |  |                                         |                         |       |
|  | Bandera de la Provincia de Buenos Aires        | Central Ballester                       | 0                           |       |                                                |                         |                        |                        |  |                                                |                       |                  |                  |  |                                                |                       |                  |                  |  |                                         |                                      |                     |             |  |  |                                         |                         |       |
|  | Bandera de la Provincia de Buenos Aires        | Central Ballester                       | 0                           |       | Bandera de la Provincia de Buenos Aires        | Independiente           | 1 (3)                  |                        |  |                                                |                       |                  |                  |  |                                                |                       |                  |                  |  |                                         |                                      |                     |             |  |  |                                         |                         |       |
|  |                                                |                                         |                             |       | Bandera de la Provincia de Buenos Aires        | Independiente           | 1 (3)                  |                        |  |                                                |                       |                  |                  |  |                                                |                       |                  |                  |  |                                         |                                      |                     |             |  |  |                                         |                         |       |
|  |                                                | Bandera de la Provincia de Buenos Aires | Brown de Adrogué (p)        | 1 (4) |                                                |                         |                        |                        |  |                                                |                       |                  |                  |  |                                                |                       |                  |                  |  |                                         |                                      |                     |             |  |  |                                         |                         |       |
|  | Bandera de la Provincia de San Juan            | Bandera de la Provincia de Buenos Aires | Brown de Adrogué (p)        | 1 (4) | San Martín (SJ)                                | 0 (4)                   |                        |                        |  |                                                |                       |                  |                  |  |                                                |                       |                  |                  |  |                                         |                                      |                     |             |  |  |                                         |                         |       |
|  | Bandera de la Provincia de San Juan            |                                         |                             |       | San Martín (SJ)                                | 0 (4)                   |                        |                        |  |                                                |                       |                  |                  |  |                                                |                       |                  |                  |  |                                         |                                      |                     |             |  |  |                                         |                         |       |
|  | Bandera de la Provincia de Buenos Aires        | Brown de Adrogué (p)                    | 0 (5)                       |       |                                                |                         |                        |                        |  |                                                |                       |                  |                  |  |                                                |                       |                  |                  |  |                                         |                                      |                     |             |  |  |                                         |                         |       |
|  | Bandera de la Provincia de Buenos Aires        | Brown de Adrogué (p)                    | 0 (5)                       |       |                                                |                         |                        |                        |  |                                                |                       |                  |                  |  | Bandera de la Provincia de Santiago del Estero | Central Córdoba (SdE) | 1 (3)            |                  |  |                                         |                                      |                     |             |  |  |                                         |                         |       |
|  |                                                |                                         |                             |       |                                                |                         |                        |                        |  |                                                |                       |                  |                  |  | Bandera de la Provincia de Santiago del Estero | Central Córdoba (SdE) | 1 (3)            |                  |  |                                         |                                      |                     |             |  |  |                                         |                         |       |
|  |                                                | Bandera de la Provincia de Buenos Aires | Gimnasia y Esgrima (LP) (p) | 1 (4) |                                                |                         |                        |                        |  |                                                |                       |                  |                  |  |                                                |                       |                  |                  |  |                                         |                                      |                     |             |  |  |                                         |                         |       |
|  | Bandera de la Ciudad de Buenos Aires           | Bandera de la Provincia de Buenos Aires | Gimnasia y Esgrima (LP) (p) | 1 (4) | Boca Juniors                                   | 6                       |                        |                        |  |                                                |                       |                  |                  |  |                                                |                       |                  |                  |  |                                         |                                      |                     |             |  |  |                                         |                         |       |
|  | Bandera de la Ciudad de Buenos Aires           |                                         |                             |       | Boca Juniors                                   | 6                       |                        |                        |  |                                                |                       |                  |                  |  |                                                |                       |                  |                  |  |                                         |                                      |                     |             |  |  |                                         |                         |       |
|  | Bandera de la Provincia de Buenos Aires        | Alvarado                                | 0                           |       |                                                |                         |                        |                        |  |                                                |                       |                  |                  |  |                                                |                       |                  |                  |  |                                         |                                      |                     |             |  |  |                                         |                         |       |
|  | Bandera de la Provincia de Buenos Aires        | Alvarado                                | 0                           |       | Bandera de la Ciudad de Buenos Aires           | Boca Juniors            | 2                      |                        |  |                                                |                       |                  |                  |  |                                                |                       |                  |                  |  |                                         |                                      |                     |             |  |  |                                         |                         |       |
|  |                                                |                                         |                             |       | Bandera de la Ciudad de Buenos Aires           | Boca Juniors            | 2                      |                        |  |                                                |                       |                  |                  |  |                                                |                       |                  |                  |  |                                         |                                      |                     |             |  |  |                                         |                         |       |
|  |                                                | Bandera de la Provincia de Tucumán      | San Martín (T)              | 0     |                                                |                         |                        |                        |  |                                                |                       |                  |                  |  |                                                |                       |                  |                  |  |                                         |                                      |                     |             |  |  |                                         |                         |       |
|  | Bandera de la Provincia de Entre Ríos          | Bandera de la Provincia de Tucumán      | San Martín (T)              | 0     | Patronato                                      | 1                       |                        |                        |  |                                                |                       |                  |                  |  |                                                |                       |                  |                  |  |                                         |                                      |                     |             |  |  |                                         |                         |       |
|  | Bandera de la Provincia de Entre Ríos          |                                         |                             |       | Patronato                                      | 1                       |                        |                        |  |                                                |                       |                  |                  |  |                                                |                       |                  |                  |  |                                         |                                      |                     |             |  |  |                                         |                         |       |
|  | Bandera de la Provincia de Tucumán             | San Martín (T)                          | 2                           |       |                                                |                         |                        |                        |  |                                                |                       |                  |                  |  |                                                |                       |                  |                  |  |                                         |                                      |                     |             |  |  |                                         |                         |       |
|  | Bandera de la Provincia de Tucumán             | San Martín (T)                          | 2                           |       |                                                |                         |                        |                        |  | Bandera de la Ciudad de Buenos Aires           | Boca Juniors          | 0                |                  |  |                                                |                       |                  |                  |  |                                         |                                      |                     |             |  |  |                                         |                         |       |
|  |                                                |                                         |                             |       |                                                |                         |                        |                        |  | Bandera de la Ciudad de Buenos Aires           | Boca Juniors          | 0                |                  |  |                                                |                       |                  |                  |  |                                         |                                      |                     |             |  |  |                                         |                         |       |
|  |                                                | Bandera de la Provincia de Buenos Aires | Gimnasia y Esgrima (LP)     | 1     |                                                |                         |                        |                        |  |                                                |                       |                  |                  |  |                                                |                       |                  |                  |  |                                         |                                      |                     |             |  |  |                                         |                         |       |
|  | Bandera de la Provincia de Buenos Aires        | Bandera de la Provincia de Buenos Aires | Gimnasia y Esgrima (LP)     | 1     | Gimnasia y Esgrima (LP)                        | 1                       |                        |                        |  |                                                |                       |                  |                  |  |                                                |                       |                  |                  |  |                                         |                                      |                     |             |  |  |                                         |                         |       |
|  | Bandera de la Provincia de Buenos Aires        |                                         |                             |       | Gimnasia y Esgrima (LP)                        | 1                       |                        |                        |  |                                                |                       |                  |                  |  |                                                |                       |                  |                  |  |                                         |                                      |                     |             |  |  |                                         |                         |       |
|  | Bandera de la Provincia de Córdoba             | Sportivo Belgrano                       | 0                           |       |                                                |                         |                        |                        |  |                                                |                       |                  |                  |  |                                                |                       |                  |                  |  |                                         |                                      |                     |             |  |  |                                         |                         |       |
|  | Bandera de la Provincia de Córdoba             | Sportivo Belgrano                       | 0                           |       | Bandera de la Provincia de Buenos Aires        | Gimnasia y Esgrima (LP) | 1                      |                        |  |                                                |                       |                  |                  |  |                                                |                       |                  |                  |  |                                         |                                      |                     |             |  |  |                                         |                         |       |
|  |                                                |                                         |                             |       | Bandera de la Provincia de Buenos Aires        | Gimnasia y Esgrima (LP) | 1                      |                        |  |                                                |                       |                  |                  |  |                                                |                       |                  |                  |  |                                         |                                      |                     |             |  |  |                                         |                         |       |
|  |                                                | Bandera de la Provincia de Buenos Aires | Olimpo                      | 0     |                                                |                         |                        |                        |  |                                                |                       |                  |                  |  |                                                |                       |                  |                  |  |                                         |                                      |                     |             |  |  |                                         |                         |       |
|  | Bandera de la Provincia de Buenos Aires        | Bandera de la Provincia de Buenos Aires | Olimpo                      | 0     | Olimpo (p)                                     | 1 (4)                   |                        |                        |  |                                                |                       |                  |                  |  |                                                |                       |                  |                  |  |                                         |                                      |                     |             |  |  |                                         |                         |       |
|  | Bandera de la Provincia de Buenos Aires        |                                         |                             |       | Olimpo (p)                                     | 1 (4)                   |                        |                        |  |                                                |                       |                  |                  |  |                                                |                       |                  |                  |  |                                         |                                      |                     |             |  |  |                                         |                         |       |
|  | Bandera de la Provincia de Buenos Aires        | Aldosivi                                | 1 (3)                       |       |                                                |                         |                        |                        |  |                                                |                       |                  |                  |  |                                                |                       |                  |                  |  |                                         |                                      |                     |             |  |  |                                         |                         |       |
|  | Bandera de la Provincia de Buenos Aires        | Aldosivi                                | 1 (3)                       |       |                                                |                         |                        |                        |  |                                                |                       |                  |                  |  |                                                |                       |                  |                  |  | Bandera de la Provincia de Buenos Aires | Gimnasia y Esgrima (LP) (p)          | 2 (5)               |             |  |  |                                         |                         |       |
|  |                                                |                                         |                             |       |                                                |                         |                        |                        |  |                                                |                       |                  |                  |  |                                                |                       |                  |                  |  | Bandera de la Provincia de Buenos Aires | Gimnasia y Esgrima (LP) (p)          | 2 (5)               |             |  |  |                                         |                         |       |
|  |                                                |                                         |                             |       |                                                |                         |                        |                        |  |                                                |                       |                  |                  |  |                                                |                       |                  |                  |  |                                         | Bandera de la Ciudad de Buenos Aires | River Plate         | 2 (4)       |  |  |                                         |                         |       |
|  | Bandera de la Ciudad de Buenos Aires           | River Plate                             | 7                           |       |                                                |                         |                        |                        |  |                                                |                       |                  |                  |  |                                                |                       |                  |                  |  |                                         | Bandera de la Ciudad de Buenos Aires | River Plate         | 2 (4)       |  |  |                                         |                         |       |
|  | Bandera de la Ciudad de Buenos Aires           | River Plate                             | 7                           |       |                                                |                         |                        |                        |  |                                                |                       |                  |                  |  |                                                |                       |                  |                  |  |                                         |                                      |                     |             |  |  |                                         |                         |       |
|  | Bandera de la Provincia de Salta               | Central Norte (S)                       | 0                           |       |                                                |                         |                        |                        |  |                                                |                       |                  |                  |  |                                                |                       |                  |                  |  |                                         |                                      |                     |             |  |  |                                         |                         |       |
|  | Bandera de la Provincia de Salta               | Central Norte (S)                       | 0                           |       | Bandera de la Ciudad de Buenos Aires           | River Plate             | 3                      |                        |  |                                                |                       |                  |                  |  |                                                |                       |                  |                  |  |                                         |                                      |                     |             |  |  |                                         |                         |       |
|  |                                                |                                         |                             |       | Bandera de la Ciudad de Buenos Aires           | River Plate             | 3                      |                        |  |                                                |                       |                  |                  |  |                                                |                       |                  |                  |  |                                         |                                      |                     |             |  |  |                                         |                         |       |
|  |                                                | Bandera de la Provincia de Buenos Aires | Villa Dálmine               | 1     |                                                |                         |                        |                        |  |                                                |                       |                  |                  |  |                                                |                       |                  |                  |  |                                         |                                      |                     |             |  |  |                                         |                         |       |
|  | Bandera de la Provincia de Buenos Aires        | Bandera de la Provincia de Buenos Aires | Villa Dálmine               | 1     | Villa Dálmine (p)                              | 0 (4)                   |                        |                        |  |                                                |                       |                  |                  |  |                                                |                       |                  |                  |  |                                         |                                      |                     |             |  |  |                                         |                         |       |
|  | Bandera de la Provincia de Buenos Aires        |                                         |                             |       | Villa Dálmine (p)                              | 0 (4)                   |                        |                        |  |                                                |                       |                  |                  |  |                                                |                       |                  |                  |  |                                         |                                      |                     |             |  |  |                                         |                         |       |
|  | Bandera de la Provincia de Buenos Aires        | UAI Urquiza                             | 0 (3)                       |       |                                                |                         |                        |                        |  |                                                |                       |                  |                  |  |                                                |                       |                  |                  |  |                                         |                                      |                     |             |  |  |                                         |                         |       |
|  | Bandera de la Provincia de Buenos Aires        | UAI Urquiza                             | 0 (3)                       |       |                                                |                         |                        |                        |  | Bandera de la Ciudad de Buenos Aires           | River Plate           | 2                |                  |  |                                                |                       |                  |                  |  |                                         |                                      |                     |             |  |  |                                         |                         |       |
|  |                                                |                                         |                             |       |                                                |                         |                        |                        |  | Bandera de la Ciudad de Buenos Aires           | River Plate           | 2                |                  |  |                                                |                       |                  |                  |  |                                         |                                      |                     |             |  |  |                                         |                         |       |
|  |                                                | Bandera de la Provincia de Buenos Aires | Platense                    | 0     |                                                |                         |                        |                        |  |                                                |                       |                  |                  |  |                                                |                       |                  |                  |  |                                         |                                      |                     |             |  |  |                                         |                         |       |
|  | Bandera de la Provincia de Buenos Aires        | Bandera de la Provincia de Buenos Aires | Platense                    | 0     | Banfield                                       | 1 (2)                   |                        |                        |  |                                                |                       |                  |                  |  |                                                |                       |                  |                  |  |                                         |                                      |                     |             |  |  |                                         |                         |       |
|  | Bandera de la Provincia de Buenos Aires        |                                         |                             |       | Banfield                                       | 1 (2)                   |                        |                        |  |                                                |                       |                  |                  |  |                                                |                       |                  |                  |  |                                         |                                      |                     |             |  |  |                                         |                         |       |
|  | Bandera de la Ciudad de Buenos Aires           | General Lamadrid (p)                    | 1 (3)                       |       |                                                |                         |                        |                        |  |                                                |                       |                  |                  |  |                                                |                       |                  |                  |  |                                         |                                      |                     |             |  |  |                                         |                         |       |
|  | Bandera de la Ciudad de Buenos Aires           | General Lamadrid (p)                    | 1 (3)                       |       | Bandera de la Ciudad de Buenos Aires           | General Lamadrid        | 0                      |                        |  |                                                |                       |                  |                  |  |                                                |                       |                  |                  |  |                                         |                                      |                     |             |  |  |                                         |                         |       |
|  |                                                |                                         |                             |       | Bandera de la Ciudad de Buenos Aires           | General Lamadrid        | 0                      |                        |  |                                                |                       |                  |                  |  |                                                |                       |                  |                  |  |                                         |                                      |                     |             |  |  |                                         |                         |       |
|  |                                                | Bandera de la Provincia de Buenos Aires | Platense                    | 1     |                                                |                         |                        |                        |  |                                                |                       |                  |                  |  |                                                |                       |                  |                  |  |                                         |                                      |                     |             |  |  |                                         |                         |       |
|  | Bandera de la Provincia de Córdoba             | Bandera de la Provincia de Buenos Aires | Platense                    | 1     | Belgrano (C)                                   | 0                       |                        |                        |  |                                                |                       |                  |                  |  |                                                |                       |                  |                  |  |                                         |                                      |                     |             |  |  |                                         |                         |       |
|  | Bandera de la Provincia de Córdoba             |                                         |                             |       | Belgrano (C)                                   | 0                       |                        |                        |  |                                                |                       |                  |                  |  |                                                |                       |                  |                  |  |                                         |                                      |                     |             |  |  |                                         |                         |       |
|  | Bandera de la Provincia de Buenos Aires        | Platense                                | 1                           |       |                                                |                         |                        |                        |  |                                                |                       |                  |                  |  |                                                |                       |                  |                  |  |                                         |                                      |                     |             |  |  |                                         |                         |       |
|  | Bandera de la Provincia de Buenos Aires        | Platense                                | 1                           |       |                                                |                         |                        |                        |  |                                                |                       |                  |                  |  | Bandera de la Ciudad de Buenos Aires           | River Plate           | 3                |                  |  |                                         |                                      |                     |             |  |  |                                         |                         |       |
|  |                                                |                                         |                             |       |                                                |                         |                        |                        |  |                                                |                       |                  |                  |  | Bandera de la Ciudad de Buenos Aires           | River Plate           | 3                |                  |  |                                         |                                      |                     |             |  |  |                                         |                         |       |
|  |                                                | Bandera de la Provincia del Chaco       | Sarmiento (R)               | 1     |                                                |                         |                        |                        |  |                                                |                       |                  |                  |  |                                                |                       |                  |                  |  |                                         |                                      |                     |             |  |  |                                         |                         |       |
|  | Bandera de la Provincia de Buenos Aires        | Bandera de la Provincia del Chaco       | Sarmiento (R)               | 1     | Racing Club                                    | 0                       |                        |                        |  |                                                |                       |                  |                  |  |                                                |                       |                  |                  |  |                                         |                                      |                     |             |  |  |                                         |                         |       |
|  | Bandera de la Provincia de Buenos Aires        |                                         |                             |       | Racing Club                                    | 0                       |                        |                        |  |                                                |                       |                  |                  |  |                                                |                       |                  |                  |  |                                         |                                      |                     |             |  |  |                                         |                         |       |
|  | Bandera de la Provincia del Chaco              | Sarmiento (R)                           | 1                           |       |                                                |                         |                        |                        |  |                                                |                       |                  |                  |  |                                                |                       |                  |                  |  |                                         |                                      |                     |             |  |  |                                         |                         |       |
|  | Bandera de la Provincia del Chaco              | Sarmiento (R)                           | 1                           |       | Bandera de la Provincia del Chaco              | Sarmiento (R)           | 2                      |                        |  |                                                |                       |                  |                  |  |                                                |                       |                  |                  |  |                                         |                                      |                     |             |  |  |                                         |                         |       |
|  |                                                |                                         |                             |       | Bandera de la Provincia del Chaco              | Sarmiento (R)           | 2                      |                        |  |                                                |                       |                  |                  |  |                                                |                       |                  |                  |  |                                         |                                      |                     |             |  |  |                                         |                         |       |
|  |                                                | Bandera de la Provincia de Santa Fe     | Unión                       | 1     |                                                |                         |                        |                        |  |                                                |                       |                  |                  |  |                                                |                       |                  |                  |  |                                         |                                      |                     |             |  |  |                                         |                         |       |
|  | Bandera de la Provincia de Santa Fe            | Bandera de la Provincia de Santa Fe     | Unión                       | 1     | Unión                                          | 2                       |                        |                        |  |                                                |                       |                  |                  |  |                                                |                       |                  |                  |  |                                         |                                      |                     |             |  |  |                                         |                         |       |
|  | Bandera de la Provincia de Santa Fe            |                                         |                             |       | Unión                                          | 2                       |                        |                        |  |                                                |                       |                  |                  |  |                                                |                       |                  |                  |  |                                         |                                      |                     |             |  |  |                                         |                         |       |
|  | Bandera de la Provincia de Entre Ríos          | Juventud Unida (G)                      | 0                           |       |                                                |                         |                        |                        |  |                                                |                       |                  |                  |  |                                                |                       |                  |                  |  |                                         |                                      |                     |             |  |  |                                         |                         |       |
|  | Bandera de la Provincia de Entre Ríos          | Juventud Unida (G)                      | 0                           |       |                                                |                         |                        |                        |  | Bandera de la Provincia del Chaco              | Sarmiento (R)         | 2                |                  |  |                                                |                       |                  |                  |  |                                         |                                      |                     |             |  |  |                                         |                         |       |
|  |                                                |                                         |                             |       |                                                |                         |                        |                        |  | Bandera de la Provincia del Chaco              | Sarmiento (R)         | 2                |                  |  |                                                |                       |                  |                  |  |                                         |                                      |                     |             |  |  |                                         |                         |       |
|  |                                                | Bandera de la Provincia de Santa Fe     | Atlético Rafaela            | 0     |                                                |                         |                        |                        |  |                                                |                       |                  |                  |  |                                                |                       |                  |                  |  |                                         |                                      |                     |             |  |  |                                         |                         |       |
|  | Bandera de la Provincia de Buenos Aires        | Bandera de la Provincia de Santa Fe     | Atlético Rafaela            | 0     | Lanús (p)                                      | 1 (4)                   |                        |                        |  |                                                |                       |                  |                  |  |                                                |                       |                  |                  |  |                                         |                                      |                     |             |  |  |                                         |                         |       |
|  | Bandera de la Provincia de Buenos Aires        |                                         |                             |       | Lanús (p)                                      | 1 (4)                   |                        |                        |  |                                                |                       |                  |                  |  |                                                |                       |                  |                  |  |                                         |                                      |                     |             |  |  |                                         |                         |       |
|  | Bandera de la Provincia de Buenos Aires        | Douglas Haig                            | 1 (2)                       |       |                                                |                         |                        |                        |  |                                                |                       |                  |                  |  |                                                |                       |                  |                  |  |                                         |                                      |                     |             |  |  |                                         |                         |       |
|  | Bandera de la Provincia de Buenos Aires        | Douglas Haig                            | 1 (2)                       |       | Bandera de la Provincia de Buenos Aires        | Lanús                   | 1                      |                        |  |                                                |                       |                  |                  |  |                                                |                       |                  |                  |  |                                         |                                      |                     |             |  |  |                                         |                         |       |
|  |                                                |                                         |                             |       | Bandera de la Provincia de Buenos Aires        | Lanús                   | 1                      |                        |  |                                                |                       |                  |                  |  |                                                |                       |                  |                  |  |                                         |                                      |                     |             |  |  |                                         |                         |       |
|  |                                                | Bandera de la Provincia de Santa Fe     | Atlético Rafaela            | 2     |                                                |                         |                        |                        |  |                                                |                       |                  |                  |  |                                                |                       |                  |                  |  |                                         |                                      |                     |             |  |  |                                         |                         |       |
|  | Bandera de la Provincia de Santa Fe            | Bandera de la Provincia de Santa Fe     | Atlético Rafaela            | 2     | Atlético Rafaela                               | 4                       |                        |                        |  |                                                |                       |                  |                  |  |                                                |                       |                  |                  |  |                                         |                                      |                     |             |  |  |                                         |                         |       |
|  | Bandera de la Provincia de Santa Fe            |                                         |                             |       | Atlético Rafaela                               | 4                       |                        |                        |  |                                                |                       |                  |                  |  |                                                |                       |                  |                  |  |                                         |                                      |                     |             |  |  |                                         |                         |       |
|  | Bandera de la Ciudad de Buenos Aires           | Defensores de Belgrano                  | 1                           |       |                                                |                         |                        |                        |  |                                                |                       |                  |                  |  |                                                |                       |                  |                  |  |                                         |                                      |                     |             |  |  |                                         |                         |       |

### Sedes
Los siguientes estadios formaron parte de las sedes en las que se disputaron los partidos a partir de los Treintaidosavos de final.
|                                                           |                                                            |                                                              |                                                                       |
|                                                           |                                                            |                                                              |                                                                       |
| 15 de Abril Ciudad: Santa Fe Capacidad: 26 500            | Alfredo Beranger Ciudad: Temperley Capacidad: 19 000       | Antonio Romero Ciudad: Formosa Capacidad: 23 000             | Brigadier General Estanislao López Ciudad: Santa Fe Capacidad: 37 000 |
|                                                           |                                                            |                                                              |                                                                       |
| Chacarita Juniors Ciudad: Villa Maipú Capacidad: 18 000   | Ciudad de Lanús Ciudad: Lanús Capacidad: 46 619            | Coloso del Ruca Quimey Ciudad: Cutral Có Capacidad: 16 500   | Eva Perón Ciudad: Junín Capacidad: 22 000                             |
|                                                           |                                                            |                                                              |                                                                       |
| Florencio Sola Ciudad: Banfield Capacidad: 34 900         | José María Minella Ciudad: Mar del Plata Capacidad: 32 354 | Juan Domingo Perón Ciudad: Córdoba Capacidad: 30 000         | Julio Humberto Grondona Ciudad: Sarandí Capacidad: 18 500             |
|                                                           |                                                            |                                                              |                                                                       |
| Malvinas Argentinas Ciudad: Mendoza Capacidad: 42 500     | Marcelo Bielsa Ciudad: Rosario Capacidad: 38 095           | Mario Alberto Kempes Ciudad: Córdoba Capacidad: 57 000       | Norberto Tomaghello Ciudad: Gobernador Costa Capacidad: 20 000        |
|                                                           |                                                            |                                                              |                                                                       |
| Nuevo Francisco Urbano Ciudad: Castelar Capacidad: 32 000 | Nuevo Monumental Ciudad: Rafaela Capacidad: 20 000         | Presbítero Bartolomé Grella Ciudad: Paraná Capacidad: 14 000 |                                                                       |

### Treintaidosavos de final
Esta fase la disputaron los 28 equipos de Primera División, 12 de la Primera B Nacional, 5 de la Primera B, 8 del Federal A, 4 de la Primera C, 4 del Federal B y 3 de la Primera D. Entre el 9 de mayo y el 2 de agosto se enfrentaron a partido único y clasificaron los 32 ganadores.
| Fecha       | Estadio                            | Equipo 1                | Resultado     | Equipo 2               |
| ----------- | ---------------------------------- | ----------------------- | ------------- | ---------------------- |
| 9 de mayo   | Eva Perón                          | Argentinos Juniors      | 2 - 1         | Independiente (C)      |
| 15 de mayo  | Coloso del Ruca Quimey             | Chacarita Juniors       | 0 - 3         | Deportivo Maipú        |
| 17 de mayo  | Presbítero Bartolomé Grella        | Unión                   | 2 - 0         | Juventud Unida (G)     |
| 17 de mayo  | Florencio Sola                     | Racing Club             | 0 - 1         | Sarmiento (R)          |
| 18 de mayo  | Julio Humberto Grondona            | Defensa y Justicia      | 1 - 0         | Mitre (SdE)            |
| 18 de mayo  | 15 de abril                        | Newell's Old Boys       | 2 - 0         | Deportivo Rincón       |
| 20 de mayo  | Florencio Sola                     | Belgrano                | 0 - 1         | Platense               |
| 26 de mayo  | Coloso del Ruca Quimey             | Arsenal                 | (2) 0 - 0 (3) | Cipolletti             |
| 16 de julio | Eva Perón                          | Agropecuario            | 0 - 1         | Luján                  |
| 16 de julio | Julio Humberto Grondona            | San Lorenzo             | 1 - 0         | Racing (C)             |
| 17 de julio | Alfredo Beranger                   | Vélez Sarsfield         | (3) 0 - 0 (4) | Central Córdoba (SdE)  |
| 17 de julio | Chacarita Juniors                  | Villa Dálmine           | (4) 0 - 0 (3) | UAI Urquiza            |
| 18 de julio | Julio Humberto Grondona            | Banfield                | (2) 1 - 1 (3) | General Lamadrid       |
| 19 de julio | Nuevo Francisco Urbano             | Tigre                   | 1 - 0         | Guillermo Brown        |
| 20 de julio | Julio Humberto Grondona            | Olimpo                  | (4) 1 - 1 (3) | Aldosivi               |
| 20 de julio | Antonio Romero                     | Independiente           | 8 - 0         | Central Ballester      |
| 21 de julio | Nuevo Francisco Urbano             | San Martín (SJ)         | (4) 0 - 0 (5) | Brown de Adrogué       |
| 21 de julio | Alfredo Beranger                   | Gimnasia y Esgrima (LP) | 1 - 0         | Sportivo Belgrano      |
| 21 de julio | Marcelo Bielsa                     | Colón                   | (4) 1 - 1 (3) | Deportivo Morón        |
| 22 de julio | Julio Humberto Grondona            | Atlético Tucumán        | 2 - 1         | Tristán Suárez         |
| 22 de julio | Brigadier General Estanislao López | River Plate             | 7 - 0         | Central Norte (S)      |
| 23 de julio | Juan Domingo Perón                 | Godoy Cruz              | (2) 1 - 1 (4) | Defensores Unidos      |
| 24 de julio | Eva Perón                          | Atlético de Rafaela     | 4 - 1         | Defensores de Belgrano |
| 24 de julio | Julio Humberto Grondona            | Estudiantes (LP)        | 4 - 0         | Central Córdoba (R)    |
| 25 de julio | Alfredo Beranger                   | Huracán                 | 1 - 0         | Victoriano Arenas      |
| 26 de julio | Nuevo Francisco Urbano             | Patronato               | 1 - 2         | San Martín (T)         |
| 27 de julio | Julio Humberto Grondona            | Temperley               | 1 - 0         | Estudiantes (BA)       |
| 29 de julio | Alfredo Beranger                   | Almagro                 | 1 - 0         | Gimnasia y Esgrima (J) |
| 30 de julio | Norberto Tomaghello                | Lanús                   | (4) 1 - 1 (2) | Douglas Haig           |
| 31 de julio | Brigadier General Estanislao López | Talleres (C)            | 2 - 1         | Midland                |
| 1 de agosto | Ciudad de Lanús                    | Boca Juniors            | 6 - 0         | Alvarado               |
| 2 de agosto | 15 de abril                        | Rosario Central         | 6 - 0         | Juventud Antoniana     |

1. ↑  Suspendido por las condiciones climáticas. Se jugó el 20 de julio.
2. ↑  Suspendido en el entretiempo por las condiciones climáticas, con el resultado 1-0. Se completó el 26 de julio, a partir de las 15:30.

### Dieciseisavos de final
Esta fase la disputaron los 32 ganadores de los treintaidosavos de final. Entre el 28 de julio y el 10 de septiembre se enfrentaron a partido único y clasificaron los 16 ganadores a los octavos de final.
| Fecha            | Estadio                  | Equipo 1                | Resultado     | Equipo 2            |
| ---------------- | ------------------------ | ----------------------- | ------------- | ------------------- |
| 28 de julio      | Antonio Romero           | River Plate             | 3 - 1         | Villa Dálmine       |
| 29 de julio      | Coloso del Ruca Quimey   | Gimnasia y Esgrima (LP) | 1 - 0         | Olimpo              |
| 3 de agosto      | Padre Ernesto Martearena | Huracán                 | 0 - 2         | Atlético Tucumán    |
| 4 de agosto      | 15 de abril              | Central Córdoba (SdE)   | 2 - 0         | Tigre               |
| 5 de agosto      | Eva Perón                | Newell's Old Boys       | 3 - 0         | Defensores Unidos   |
| 5 de agosto      | Julio Humberto Grondona  | Argentinos Juniors      | (4) 0 - 0 (3) | Defensa y Justicia  |
| 8 de agosto      | Julio Humberto Grondona  | General Lamadrid        | 0 - 1         | Platense            |
| 17 de agosto     | Julio Humberto Grondona  | Deportivo Maipú         | 0 - 4         | Temperley           |
| 19 de agosto     | Coloso del Ruca Quimey   | Cipolletti              | 0 - 2         | Almagro             |
| 22 de agosto     | Eva Perón                | Lanús                   | 1 - 2         | Atlético de Rafaela |
| 6 de septiembre  | Julio Humberto Grondona  | Estudiantes (LP)        | (4) 0 - 0 (1) | Luján               |
| 6 de septiembre  | Ciudad de Lanús          | Rosario Central         | (5) 0 - 0 (3) | Talleres (C)        |
| 7 de septiembre  | Antonio Romero           | Boca Juniors            | 2 - 0         | San Martín (T)      |
| 7 de septiembre  | Marcelo Bielsa           | San Lorenzo             | (3) 2 - 2 (1) | Colón               |
| 9 de septiembre  | Florencio Sola           | Sarmiento (R)           | 2 - 1         | Unión               |
| 10 de septiembre | Ciudad de Lanús          | Independiente           | (3) 1 - 1 (4) | Brown de Adrogué    |

| 1. |

### Octavos de final
Esta fase la disputaron los 16 ganadores de los dieciseisavos de final. Entre el 8 de septiembre y el 3 de octubre se enfrentaron a partido único y clasificaron 8 a los cuartos de final.
| Fecha            | Estadio                            | Equipo 1              | Resultado     | Equipo 2                |
| ---------------- | ---------------------------------- | --------------------- | ------------- | ----------------------- |
| 8 de septiembre  | Alfredo Beranger                   | Newell's Old Boys     | (5) 0 - 0 (3) | Atlético Tucumán        |
| 9 de septiembre  | Coloso del Ruca Quimey             | Temperley             | 2 - 0         | Argentinos Juniors      |
| 12 de septiembre | Ciudad de Lanús                    | River Plate           | 2 - 0         | Platense                |
| 26 de septiembre | Brigadier General Estanislao López | Central Córdoba (SdE) | 1 - 0         | Brown de Adrogué        |
| 27 de septiembre | Mario Alberto Kempes               | Boca Juniors          | 0 - 1         | Gimnasia y Esgrima (LP) |
| 2 de octubre     | Presbítero Bartolomé Grella        | Sarmiento (R)         | 2 - 0         | Atlético de Rafaela     |
| 3 de octubre     | Malvinas Argentinas                | Estudiantes (LP)      | 1 - 3         | San Lorenzo             |
| 3 de octubre     | 15 de abril                        | Rosario Central       | (5) 1 - 1 (4) | Almagro                 |

### Cuartos de final
Esta fase la disputaron los 8 ganadores de los octavos de final. Entre el 7 de octubre y el 1 de noviembre se enfrentaron a partido único y clasificaron 4 a las semifinales.
| Fecha          | Estadio                 | Equipo 1              | Resultado     | Equipo 2                |
| -------------- | ----------------------- | --------------------- | ------------- | ----------------------- |
| 7 de octubre   | Malvinas Argentinas     | River Plate           | 3 - 1         | Sarmiento (R)           |
| 13 de octubre  | Nuevo Monumental        | Central Córdoba (SdE) | (3) 1 - 1 (4) | Gimnasia y Esgrima (LP) |
| 31 de octubre  | Ciudad de Lanús         | San Lorenzo           | (1) 1 - 1 (4) | Temperley               |
| 1 de noviembre | Julio Humberto Grondona | Newell's Old Boys     | 1 - 2         | Rosario Central         |

### Semifinales
Esta fase la disputaron los 4 ganadores de los cuartos de final, que el 18 y el 28 de noviembre se enfrentaron a partido único, para definir los 2 equipos que pasaron a la final.
| Fecha           | Estadio              | Equipo 1                | Resultado     | Equipo 2        |
| --------------- | -------------------- | ----------------------- | ------------- | --------------- |
| 18 de noviembre | Mario Alberto Kempes | Temperley               | (2) 1 - 1 (4) | Rosario Central |
| 28 de noviembre | José María Minella   | Gimnasia y Esgrima (LP) | (5) 2 - 2 (4) | River Plate     |

### Final
La final la disputaron los 2 ganadores de las semifinales. El 6 de diciembre en el estadio Malvinas Argentinas de la ciudad de Mendoza se enfrentaron a partido único, y se consagró campeón el Club Atlético Rosario Central, que obtuvo el derecho a participar en la Copa Libertadores 2019 como Argentina 4.
| Fecha          | Estadio             | Equipo 1        | Resultado     | Equipo 2                |
| -------------- | ------------------- | --------------- | ------------- | ----------------------- |
| 6 de diciembre | Malvinas Argentinas | Rosario Central | (4) 1 - 1 (1) | Gimnasia y Esgrima (LP) |

## Goleadores
| Jugador                  | Equipo                        | Goles |
| ------------------------ | ----------------------------- | ----- |
| Héctor Rueda             | Deportivo Rincón              | 5     |
| Luis Silba               | Sarmiento (R)                 | 5     |
| Pablo Palacios Alvarenga | Gimnasia y Esgrima (M)        | 4     |
| Germán Herrera           | Rosario Central               | 4     |
| Lucas Pratto             | River Plate                   | 4     |
| Fernando Zampedri        | Rosario Central               | 4     |
| Ignacio Scocco           | River Plate                   | 3     |
| Leandro González         | Temperley                     | 3     |
| Nicolás Reniero          | San Lorenzo                   | 3     |
| Leandro Vella            | Central Córdoba (SdE)         | 3     |
| Martín Benítez           | Independiente                 | 3     |
| Silvio Romero            | Independiente                 | 3     |
| Facundo Cabral           | Unión (S)                     | 3     |
| Fausto Apaza             | Central Norte (S)             | 3     |
| Sergio Chitero           | Defensores de Pronunciamiento | 3     |
| Oscar Muñoz              | Deportivo Rincón              | 3     |
| Jorge Piñero Da Silva    | Cipolletti                    | 3     |
| Walter García            | Deportivo Maipú               | 3     |
| Santiago González        | Deportivo Maipú               | 3     |

## Equipo ideal
| Pos.           | Futbolista        | Equipo                  |
| Titulares      | Titulares         | Titulares               |
| -------------- | ----------------- | ----------------------- |
| Guardameta     | Jeremías Ledesma  | Rosario Central         |
| Defensa        | Federico Mazur    | Temperley               |
| Defensa        | Matías Caruzzo    | Rosario Central         |
| Defensa        | Walter García     | Deportivo Maipú         |
| Centrocampista | Fabián Rinaudo    | Gimnasia y Esgrima (LP) |
| Centrocampista | Alfredo Ramírez   | Central Córdoba (SdE)   |
| Centrocampista | Lorenzo Faravelli | Gimnasia y Esgrima (LP) |
| Centrocampista | Héctor Rueda      | Deportivo Rincón        |
| Delantero      | Fernando Zampedri | Rosario Central         |
| Delantero      | Lucas Pratto      | River Plate             |
| Delantero      | Luis Silba        | Sarmiento (R)           |
| Suplentes      |                   |                         |
| Guardameta     | Matías Castro     | Temperley               |
| Defensa        | Leonardo Gil      | Rosario Central         |
| Centrocampista | Gonzalo Martínez  | River Plate             |
| Delantero      | Nicolás Reniero   | San Lorenzo             |
| Delantero      | Leandro González  | Temperley               |
| Delantero      | Germán Herrera    | Rosario Central         |
| Delantero      | Jan Hurtado       | Gimnasia y Esgrima (LP) |
| Entrenador     | Edgardo Bauza     | Rosario Central         |